# Gert Frederking
Gert Frederking (geboren am 9. Mai 1938; gestorben am 1. Februar 2019) war ein deutscher Verleger.

## Leben
Nach einer Buchhandelsausbildung bei der Akademischen Buchhandlung in München wurde Frederking in den 1970er Jahren Vertriebsleiter des Molden Verlags und 1977 Leiter des seinerzeit gerade von Bertelsmann übernommenen Goldmann Verlags. Nach seinem Ausscheiden bei Goldmann gründete er zusammen mit seiner Frau Monika Thaler den Verlag Frederking & Thaler. Danach war er von 1990 bis 1999 Programmchef des Bertelsmann-Clubs.
Frederking war engagiert in der Arbeitsgemeinschaft Literarischer und Sachbuchverlage, der Arbeitsgemeinschaft Buchgemeinschaften und im Landesverband Bayern des Börsenvereins.
2019 ist er nach langer Krankheit im Alter von 80 Jahren gestorben.